# Qin Kai
Qin Kai (chinesisch 秦凯, Pinyin Qín Kǎi, * 31. Januar 1986 in Shaanxi) ist ein chinesischer Wasserspringer. Er startet im Kunstspringen vom 1-m- und 3-m-Brett sowie im 3-m-Synchronspringen. Zwischen 2007 und 2015 gewann er sieben Goldmedaillen bei Schwimmweltmeisterschaften, darunter fünfmal in Folge mit vier verschiedenen Partnern die Konkurrenz im Synchronspringen vom 3-Meter-Brett. Bei den Olympischen Spielen 2008 und 2012 wurde er in dieser Disziplin auch Olympiasieger.
Bei einer Körpergröße von 1,70 m beträgt sein Wettkampfgewicht 65 kg.

## Biografie
Qin Kai begann 1990 im Kindesalter mit dem Turnen in Xi’an. Obwohl er bei den Provinzmeisterschaften 1994 eine Silbermedaille im Sprung gewann, wandte er sich mit acht Jahren dem Kunstspringen zu. Ein Jahr später verließ er aufgrund der sportlichen Karriere sein Zuhause. In dieser Zeit wurde bei Qin eine Erkrankung des Herzmuskels (Kardiomyopathie) diagnostiziert, die ihm beim Essen und Schlafen Probleme bereitete.
2005 gelang Qin der Sprung in die chinesische Nationalmannschaft, nachdem er bereits 2001 bei den Juniorenweltmeisterschaften die Einzelkonkurrenz vom 3-Meter-Brett und einen zweiten Platz vom Turm belegt hatte. Ab 2006 war er der Partner des sieben Jahre älteren Wang Feng. Dem Duo war großer Erfolg im Synchronspringen vom 3-Meter-Brett beschieden, dazu zählten ab 2007 sechs Siege in der World Series, zwei Grand-Prix-Siege und der Weltmeistertitel von Melbourne. Am 13. August 2008 konnten Qin und Wang auch überlegen die Konkurrenz bei den Olympischen Sommerspielen 2008 im heimischen Peking für sich entscheiden.
Nach fünf zweiten Plätzen in der Saison 2008 bei Grand-Prix- und World-Series-Wettbewerben galt Qin bei den Spielen in Peking auch als einer der möglichen Medaillenkandidaten in der Einzelkonkurrenz und gewann beim Sieg seines Landsmanns He Chong die Bronzemedaille. Der Aufstieg in die Weltspitze als Einzelspringer gelang Qin 2006, als er beim Grand Prix von Italien und beim Weltcup-Wettbewerb im heimischen Changshu Siege vom 3-m-Brett erzielen konnte. Ein Jahr später gewann er bei den Weltmeisterschaften in Australien neben der Synchron- auch die Einzelkonkurrenz vom 3-m-Brett vor dem Kanadier Alexandre Despatie und dem Russen Dmitri Sautin. Letzteren zählt Qin zu seinen Vorbildern.
Im Juli 2009 gelang es Qin, der aufgrund seiner markanten Gesichtszüge auch als „Iron Boy“ (dt.: „Eisenjunge“) betitelt wurde, an frühere Erfolge anzuknüpfen. Er gewann bei den Schwimmweltmeisterschaften in Rom die Konkurrenz vom 1-m-Brett vor seinem Landsmann Zhang Xinhua und dem Australier Matthew Mitcham. Auch im Synchronspringen vom 3-m-Brett siegte er mit seinem Partner Wang Feng. 2011 wiederholte er diesen Sieg, er gewann in Shanghai Gold im 3-m-Synchronspringen, diesmal an der Seite von Luo Yutong. Im Einzel vom 3-m-Brett verpasste er als Vierter eine Medaille. Bei den Olympischen Sommerspielen 2012 in London trat er mit Luo ebenfalls im Synchronspringen vom 3-Meter-Brett an. Mit 477,00 Punkten gewannen sie mit großem Vorsprung die Goldmedaille. Im Einzel vom 3-Meter-Brett führte Qin bis zum letzten Sprung die Konkurrenz an, ehe er noch vom Russen Ilja Sacharow abgefangen wurde und mit Silber Vorlieb nehmen musste, vor seinem Landsmann He Chong.

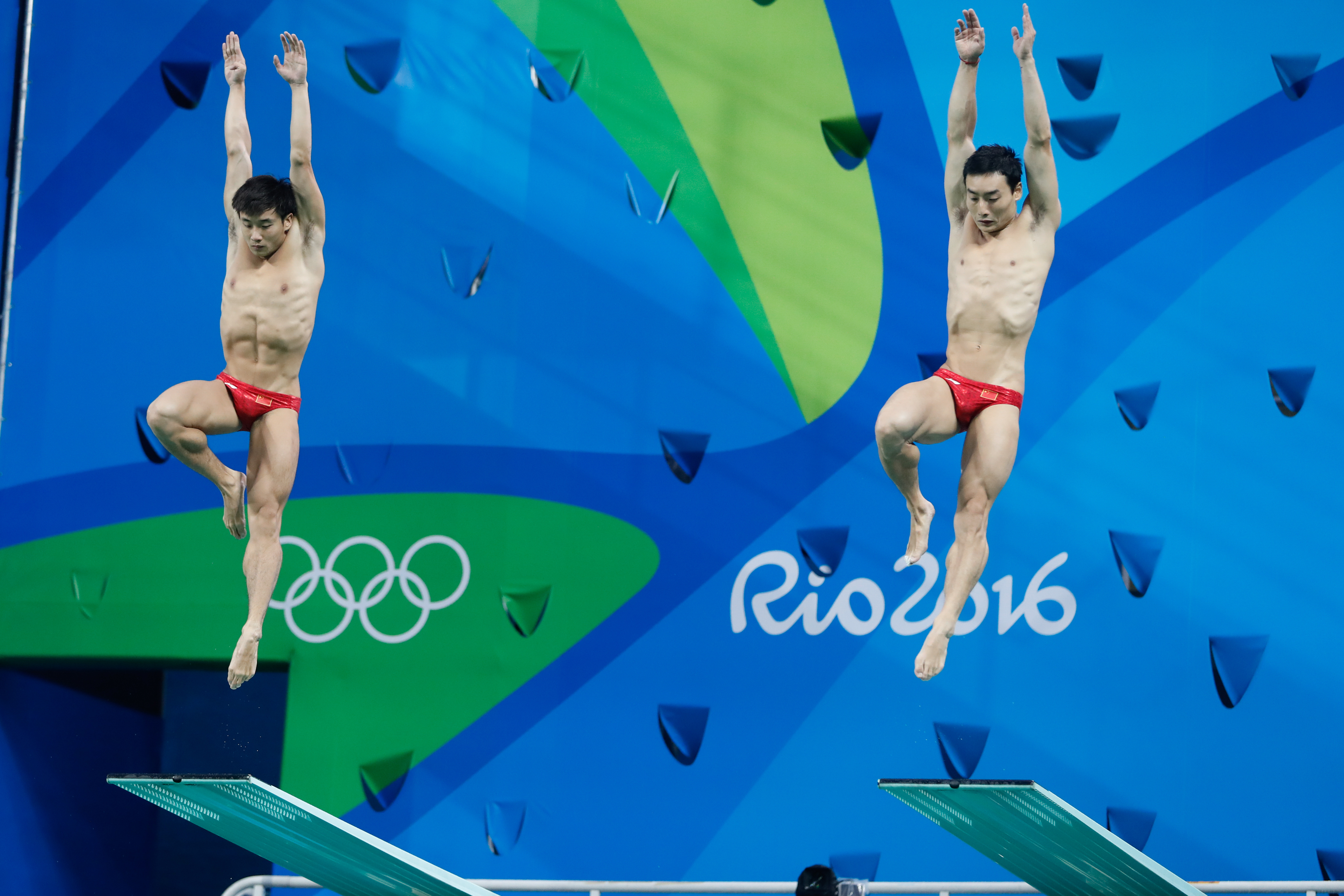
Qin Kai gemeinsam mit Cao Yuan bei den Olympischen Spielen 2016

Bei den Schwimmweltmeisterschaften 2013 in Barcelona belegte Qin beim Sieg von He Chong nur den fünften Platz in der Einzelkonkurrenz vom 3-Meter-Brett. Im Synchronspringen gewann er den Titel mit He. Bei den Weltmeisterschaften 2015 im russischen Kasan gewann Qin zum fünften Mal hintereinander den Titel im Synchronspringen vom 3-Meter-Brett, diesmal mit Cao Yuan als Partner. Bei den Olympischen Sommerspielen 2016 in Rio de Janeiro konnte Qin nicht an frühere Erfolge anknüpfen und gewann gemeinsam mit Cao Yuan die Bronzemedaille im Synchronspringen vom 3-Meter-Brett, hinter den britischen Olympiasiegern Jack Laugher und Christopher Mears sowie den US-Amerikanern Michael Hixon und Sam Dorman.
Qin Kai lebt in Peking und wird von Hu Enyong trainiert. Er studiert Journalismus an der Chinesischen Volksuniversität. Zu seinen Hobbys zählt Qin, der in der Öffentlichkeit als schüchtern gilt, das Basketball- und Fußballspielen. Er ist seit mehreren Jahren mit der chinesischen Wasserspringerin He Zi liiert, mit der er den Trainer teilt. Für mediales Aufsehen sorgte Qin bei den Olympischen Sommerspielen 2016. Während der Siegerehrung der Damen vom 3-Meter-Brett machte er He, die die Silbermedaille gewonnen hatte, einen Heiratsantrag. Seine Freundin nahm den Antrag an.